# هذیان گزند و آسیب

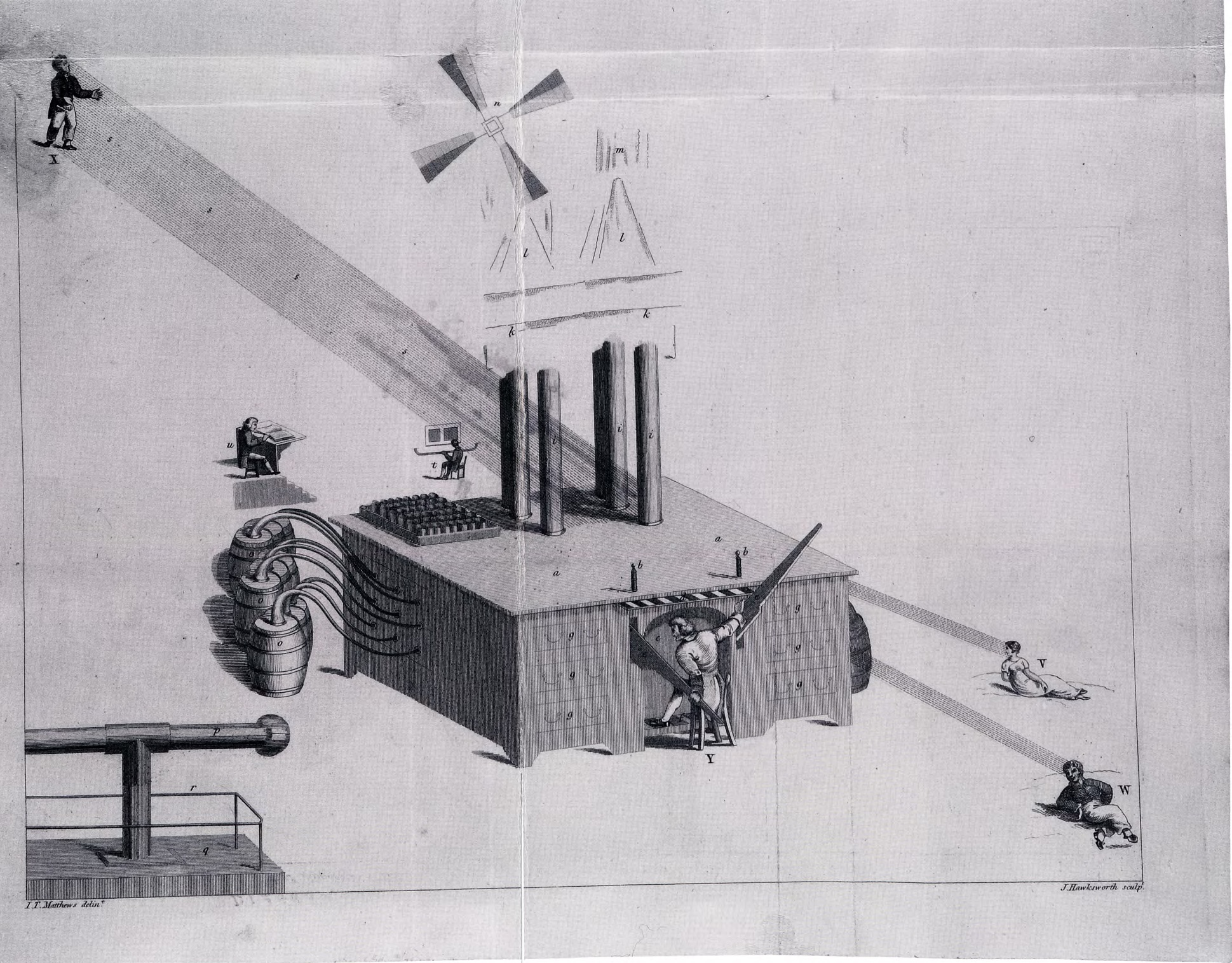
جزئیاتی از قسمت پایین تصویر جیمز تیلی متیوز از پدیدار شدن ابر که در تصاویر جنون جان هاسلم نمایش داده شده است.

هذیان گزند و آسیب (به انگلیسی: Persecutory delusion) یا هذیان تعقیب و آزار یکی از شایع‌ترین هذیان ها در اختلالات پارانوئیدی است. این هذیان دو جزء اصلی دارد: ۱- "آسیب" اتفاق خواهد افتاد، ۲- این آزار و اذیت از جانب "دیگران" است.
هذیان عبارتست از اعتقادات اشتباه و غیرقابل تغییری که با برخورد منطقی قابل تصحیح نیست و بافرهنگ جامعه نیز سازگار نباشد. هذیان ها انواع مختلفی دارند، اما این نوع هذیان غالبا در اسکیزوفرنی و اختلال دوقطبی دیده می شود.
یکی از عوامل اصلی آن ربط به خود دادن بیش از حد و اغراق شده‌است -یعنی فرد پارانوئید به‌طور نظام‌مند روابط و رفتار و گفتار دیگران را اشتباه تفسیر می‌کند. اظهارات، حرکات و اعمال دیگران به عنوان توطئه یا به عنوان نشانه‌هایی از استهزاء و تحقیر به خود نسبت داده می‌شود. هذیان پارانوئید باعث می‌شود که یک تصادف ساده در ذهن شخص پارانوئید، اقدامات خصمانه یا خدعه‌های غیر مستقیم از جانب دشمن یا گروهی از دشمنان تصور شود، در حالی که این تصورات واقعی نیستند.

## درمان
دارو های رایج در درمان اسکیزوفرنی از جمله آنتی‌سایکوتیک های نسل اول و آنتی‌سایکوتیک های نسل دوم بر این هذیان موثر هستند، خصوصا اگر علائم مثبت وجود داشته باشد. درمان شناختی-رفتاری نیز توصیه شده است.